# Tidavads församling
Tidavads församling var en församling i Skara stift och i Mariestads kommun. Församlingen uppgick 2009 i Ullervads församling.

## Administrativ historik
Församlingen har medeltida ursprung. 
Församlingen var till 1962 annexförsamling i pastoratet Odensåker, Tidavad, Låstad och Binneberg. Från 1962 till 2009 annexförsamling i pastoratet Ullervad, Ek, Ekby, Utby, Tidavad, Odensåker och Låstad. Församlingen uppgick 2009 i Ullervads församling.

## Kyrkor
- Tidavads kyrka